# Vankóné Dudás Juli
Vankó Imréné Dudás Juli (Galgamácsa, 1919. január 6 – Budapest, 1984. április 1.) magyar parasztfestő, népművész.

## Munkássága
Dudás Ferenc és Szabó Erzsébet földműves szülők gyermekeként született, hat testvér közül a legfiatalabbként. Gyermekkorától fogva ápolta Galgamácsa szokásait, népművészeti emlékeit, éneklő-játszó csoportokat szervezett a falujában. Tizennyolc évesen a helyi népi együttes vezetője lett. Több nemzedék számára adta tovább a gyermekkorában megismert és az idősebbektől eltanult hagyományokat. Sokoldalúságát bizonyítja, hogy írt, rajzolt, hímzett, szőtt, szőttes- és hímzésmintákat tervezett, valamint énekelt is.
Festményeinek és rajzainak fő témáit szülőföldje népszokásai, valamint az ünnep- és hétköznapok adták. Művei között szerepel több pannó, amiket állami megrendelésre készített nagy méretben (Balatonfüred, Hotel Marina; Bp., Búsuló Juhász étterem; Kerepestarcsai Kórház; Tokió, Magyar Étterem). Kollektív tárlatokon szerepelt itthon és külföldön is (pl. Naiv művészek, 1972., Magyar Nemzeti Galéria; Magyar naiv művészek 1973., Havanna). Önálló kiállításai voltak Szegeden, a szentendrei Művésztelepi Galériában (1974), Aszódon, Debrecenben, Derecskén és Balmazújvárosban (1975), valamint külföldön is: 1977-ben az NDK-ban, 1978-ban Párizsban és 1983-ban Münchenben. Hímzéseiért elnyerte a Népművészet Mestere címet.
Munkái megtalálhatóak a Néprajzi Múzeumban, a kecskeméti Naiv Művészek Múzeumában és a galgamácsai Falumúzeumban. Műveiből készült levelezőlap és naptár is (1980). 
Moldován Domokos 1969-ben Dudás Juli galgamácsai parasztfestő címmel filmet forgatott munkásságáról. A Galgamácsán álló Vankóné Dudás Juli Emlékház 1989-ben vette fel a nevét.

## Könyvei
- Csicsija bubája (mondókák, Bp., 1955)
- Falum, Galgamácsa (Szentendre, 1976)